# Iacopo Nigreti
Iacopo Nigreti, nazywany Palma młodszy (ur. 1 lipca 1544 w Wenecji, zm. 14 października 1628 w Rapallo) – włoski malarz epoki późnego renesansu, przedstawiciel tzw. szkoły weneckiej, manierysta.

## Życiorys
Palma urodził się w Wenecji. Pochodził z rodziny malarzy. Był prabratankiem Jacopo Palmy starszego i synem Antoniego Nigretiego, który należał do pracowni Bonifacio Veronesego. Gdy Veronese zmarł w 1553 Antonio Nigretti przejął pracownię wraz z klientelą. Palma młodszy najprawdopodobniej usprawniał swój warsztat, malując kopie obrazów Tycjana.
W 1567 książę Urbino Guidobaldo II poznał się na talencie Nigrettiego i wysłał go do Rzymu, w którym malarz pozostał do ok. 1572. Po powrocie do Wenecji artysta tworzył dzieła, w których uwidaczniał się wpływ Tintoretta. Pierwsze publiczne zamówienie na prace artysty miało miejsce po pożarze w Pałacu Dożów w 1577. Zamówiono u niego trzy sceny dla głównej sali obrad senatu. W latach 1580–1590 malował duże obrazy dla budowli weneckich, m.in. dla zakrystii w kościołach San Giacomo dell'Orio oraz konwentu jezuitów. Następnie ponownie tworzył dla Pałacu Dożów.
W 1582 ożenił się z Andrianną Fondra. Małżeństwo miało dwóch synów, którzy jednak przedwcześnie zmarli. Malarz owdowiał w lutym 1605.
Z pracowni Nigrettiego wychodziły serie obrazów religijnych i alegorycznych, które zamawiali mieszkańcy Republiki Weneckiej. Po śmierci Tintoretta w 1594 został jednym z najważniejszych przedstawicieli szkoły weneckiej. Po śmierci artystę pochowano w bazylice Santi Giovanni e Paolo w Wenecji.
Uczniami Palmy młodszego byli: Domenico Carpinoni, Giovanni Andrea Bertanza i Camillo Rama.
Iacopo Nigreti był twórcą nadzwyczaj płodnym. Jego obrazy znajdują się w wielu świątyniach weneckich, ale także w Duomo w Salò, w Riva di Trento, w pałacu książęcym w Mirandola i innych muzeach włoskich.

## Dzieła
- Cykl Wydarzenia z życia Panny Maryi, obrazy i freski we współpracy z Antonio Vassilacchim, Duomo w Salò
- Matka Boża ze świętymi Szczepanem, Wawrzyńcem i Janem Chrzcicielem, olej na płótnie, kościół parafialny w Nozza di Vestone
- Matka Boża Różańcowa ze świętymi, olej na płótnie, kościół parafialny w Vestone
- Matka Boża ze świętymi Sylwestrem, Sebastianem i Karolem Boromeuszem, olej na płótnie, kościół parafialny w Comero di Casto
- Wniebowzięcie Matki Bożej, olej na płótnie, kościół parafialny w Mura Savallo
- Paschalis Cicogna odprawiający Mszę w oratorium kamilianów, 1568-1587, olej na płótnie, szpital kamilianów w Wenecji
- Paschalis Cicogna otrzymuje wiadomość o wyborze na dożę, 1568-1587, olej na płótnie, szpital kamilianów w Wenecji
- Paschalis Cicogna nawiedza kościół kamilianów, 1568-1587, olej na płótnie, szpital kamilianów w Wenecji
- Cykl obrazów w sali senatu w Pałacu Dożów w Wenecji, 1575-1595, olej na płótnie
- Opłakiwanie zmarłego Chrystusa, ok. 1580, olej na płótnie, Seattle Art Museum w Seattle
- Święty Wawrzyniec rozdaje majątek ubogim, 1581-1582, olej na płótnie, Kościół San Giacomo dall’Orio w Wenecji
- Męczeństwo św. Wawrzyńca, 1581-1582, olej na płótnie, Kościół San Giacomo dall’Orio w Wenecji
- Chrzest św. Katarzyny, 1585, olej na płótnie, Duomo w Conegliano
- Adoracja pasterzy, ok. 1585, olej na płótnie, Staatsgalerie w Würzburgu
- Mars i Wenus, ok. 1585–1590, olej na płótnie, National Gallery w Londynie
- Portret szlachcica, ok. 1590, olej na płótnie, Art Institute w Chicago
- Umywanie nóg uczniom, 1591-1592, olej na płótnie, Kościół San Giovanni Battista in Bragora w Wenecji
- Paralityk z sadzawki, 1592, olej na płótnie, Kolekcja Molinari Pradelli w Castenaso
- Rzeź mieszkańców Hippony, 1593, olej na płótnie, Musée Fabre w Montpellier
- Syn marnotrawny opuszcza dom rodzicielski, 1595–1600, olej na płótnie, Gallerie dell’Accademia w Wenecji
- Salome z głową Jana Chrzciciela, ok. 1599, olej na płótnie, Kunthistorisches Museum w Wiedniu
- Apollo i Marsjasz, 2 poł. XVI w., olej na płótnie, Herzog Anton Ulrich-Museum w Brunszwiku
- Apollo z Marsjaszem, 2 poł. XVI w., olej na płótnie, Herzog Anton Ulrich-Museum w Brunszwiku
- Leda z łabędziem, 1590-1600, olej na płótnie, Muzeum Pałacu Króla Jana III w Wilanowie w Warszawie
- Oddanie Udine Wenecji, ok. 1595, olej na płótnie, Civici Musei w Udine
- Cykl pasyjny, 1600, olej na płótnie, Scuola di San Girolamo w Wenecji
- Judyta i Holofernes, ok. 1600, olej na płótnie
- Umęczony Chrystus podtrzymywany przez dwóch aniołów, ok. 1600, olej na płótnie, Muzeum Sztuk Pięknych w Budapeszcie
- Portret Paolo Veronese, 1600-1610, olej na płótnie, Galeria Uffizi we Florencji
- Kain i Abel, ok. 1603, olej na płótnie, Kunsthistorisches Museum w Wiedniu
- Wenus i Mars, ok. 1605-1609, olej na płótnie, J. Paul Getty Museum w Los Angeles
- Wenus i Amor w kuźni Wulkana, ok. 1610, olej na płótnie, Staatliche Museen w Kassel
- Portret admirała weneckiego Vincenzo Cappello, ok. 1610, olej na płótnie, Luwr w Paryżu
- Zmarły Chrystus opłakiwany przez anioła, ok. 1612, olej na płótnie, Kunthistorisches Museum w Wiedniu
- Ubiczowanie Chrystusa, ok. 1613, olej na płótnie, Musée des Beaux-Arts w Lyonie
- Zwiastowanie z Bogiem Ojcem, 1615-1620, olej na płótnie, Museum of Fine Arts w Bostonie
- Upadek Lucyfera, 1615-1620, olej na płótnie, Galeria Borghese, Rzym
- Zuzanna i starcy
- Opłakiwanie zmarłego Chrystusa, ok. 1620, olej na płótnie, National Gallery of Art w Waszyngtonie
- Pietà z aniołami, ok. 1620, olej na płótnie, Kunthistorisches Museum w Wiedniu
- Prorok Natan upominający Dawida, XVII w., olej na płótnie, Kunthistorisches Museum w Wiedniu
- Objawienie Matki Bożej z Dzieciątkiem św. Ubaldowi z Gubbio, 1620, olej na płótnie, Museu de Arte de São Paulo
- Matka Boża Różańcowa ze świętymi, 1621, olej na płótnie, Katedra w Asoli
- Święci Roch i Klara, 1628, olej na płótnie
- Doża M. Memmo przed Matką Bożą, Pałac Dożów w Wenecji
- Wydarzenia z IV wyprawy krzyżowej, Pałac Dożów w Wenecji
- Święta Łucja, Kościół San Geremia w Wenecji
- Gody w Kanie, Kościół San Giacomo dall’Orio w Wenecji
- Matka Boża z Dzieciątkiem, św. Andrzejem i biskupem, Kościół Sant’Andrea, Pergola
- szereg obrazów, Kościół Santa Giuliana, Villa del Conte
- szereg obrazów, Duomo w Ceneda, Vittorio Veneto
- szereg obrazów, kościół w Cordignano
- Obrzezanie Chrystusa, olej na płótnie, Kościół Sant'Antonio della Piazza, Lecce
- szereg obrazów, kościół w Valdobbiadene
- Mistyczne zaślubiny św. Katarzyny, olej na płótnie, Zoppola, Pieve di San Martino
- Matka Boża Różańcowa ze świętymi Dominikiem, Franciszkiem i Liberałem, Kościół Sant’Andrea, Volpago del Montello
- Ukoronowanie Matki Bożej ze świętym Piotrem i Janem Chrzcicielem, Ciano del Montello, Crocetta del Montello
- szereg obrazów, Kościół San Martino in Kinzica w Pizie
- cykl obrazów w oratorium kamilianów w Wenecji
- Epoka żelaza, Sala del Labirinto, Pałac Książęcy w Mantui
- Historie Psyche, Sala Amora i Psyche, Pałac Książęcy w Mantui
- Święta Rodzina ze św. Różą, Accademia Carrara, Bergamo
- Chrystus z Pietą, Accademia Carrara, Bergamo
- Św. Anna z małą Maryją, Accademia Carrara w Bergamo
- Archanioł Rafał z Tobiaszem, Accademia Carrara w Bergamo
- Agonia w Ogrójcu, Accademia Carrara w Bergamo
- Św. Magdalena pokutująca, Accademia Carrara w Bergamo
- Odkupiciel ze świętymi Rochem i Sebastianem, Kościół S. Alessandro della Croce w Bergamo
- Adoracja pasterzy, Kościół Sant’Andrea, Bergamo
- Matka Boża w chwale ze świętymi Franciszkiem, Klarą, Urszulą i Aleksandrem, Kościół S. Alessandro
- Święta rozmowa, Accademia Tadini, Lovere
- Trójca Święta, kościół parafialny w Nese, Alzano Lombardo
- Św. Franciszek otrzymujący stygmaty, kościół parafialny w Bianzano
- Chrzest Chrystusa, kościół parafialny w Ranzanico
- Trójca Święta, kościół parafialny w Serinie
- Niepokalane Poczęcie, Kościół Santa Maria Assunta e San Giacomo Maggiore w Romano di Lombardia
- Pietà, kościół w Ponte Selva, Parre
- Ofiarownie Jezusa w świątyni, kościół w Viadanica
- Matka Boża z Dzieciątkiem i świętymi, olej na płótnie, Accademia Tadini, Lovere
- Matka Boża Wniebowzięta, 1595, sanktuarium Madonna dei Miracoli, Motta di Livenza
- Matka Boża z Dzieciątkiem i świętymi Piotrem i Mikołajem, sanktuarium Madonna dei Miracoli, Motta di Livenza
- cykl obrazów ze scenami z życia św. Hieronima, kościół w San Giorgio delle Pertiche
- Jael zabijająca Siserę, olej na płótnie, Musée Thomas-Henry w Cherbourg
- Wąż miedziany, Pinacoteca Nazionale w Sienie
- Chrystus przed Piłatem, ze szkoły Nigretiego, XVII w., olej na płótnie